# Starý katolický hřbitov v Drážďanech
Starokatolický hřbitov (německy Der Alte Katholische Friedhof in Dresden, Alter Katholischer Friedhof in Dresden; nazýván také Vnitřní katolický hřbitov), je jedním z nejstarších existujících pohřebišť v Drážďanech a v době svého vysvěcení v roce 1724 byl prvním katolickým hřbitovem ve městě. Z důvodu velkého množství barokních, rokokových a klasicistních náhrobků, je považován za kulturněhistoricky nejdůležitější hřbitov v Drážďanech. Hřbitov patří mezi kulturní památky drážďanského Friedrichstadtu. Ve Friedrichstadtu se nachází také Nový katolický hřbitov.

## Historie

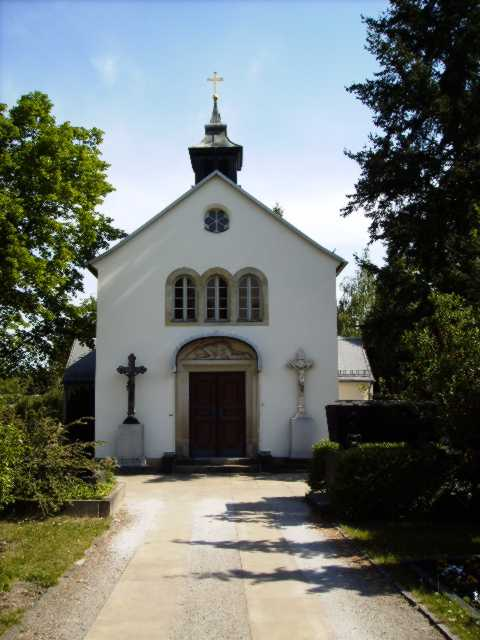
Místní kaple

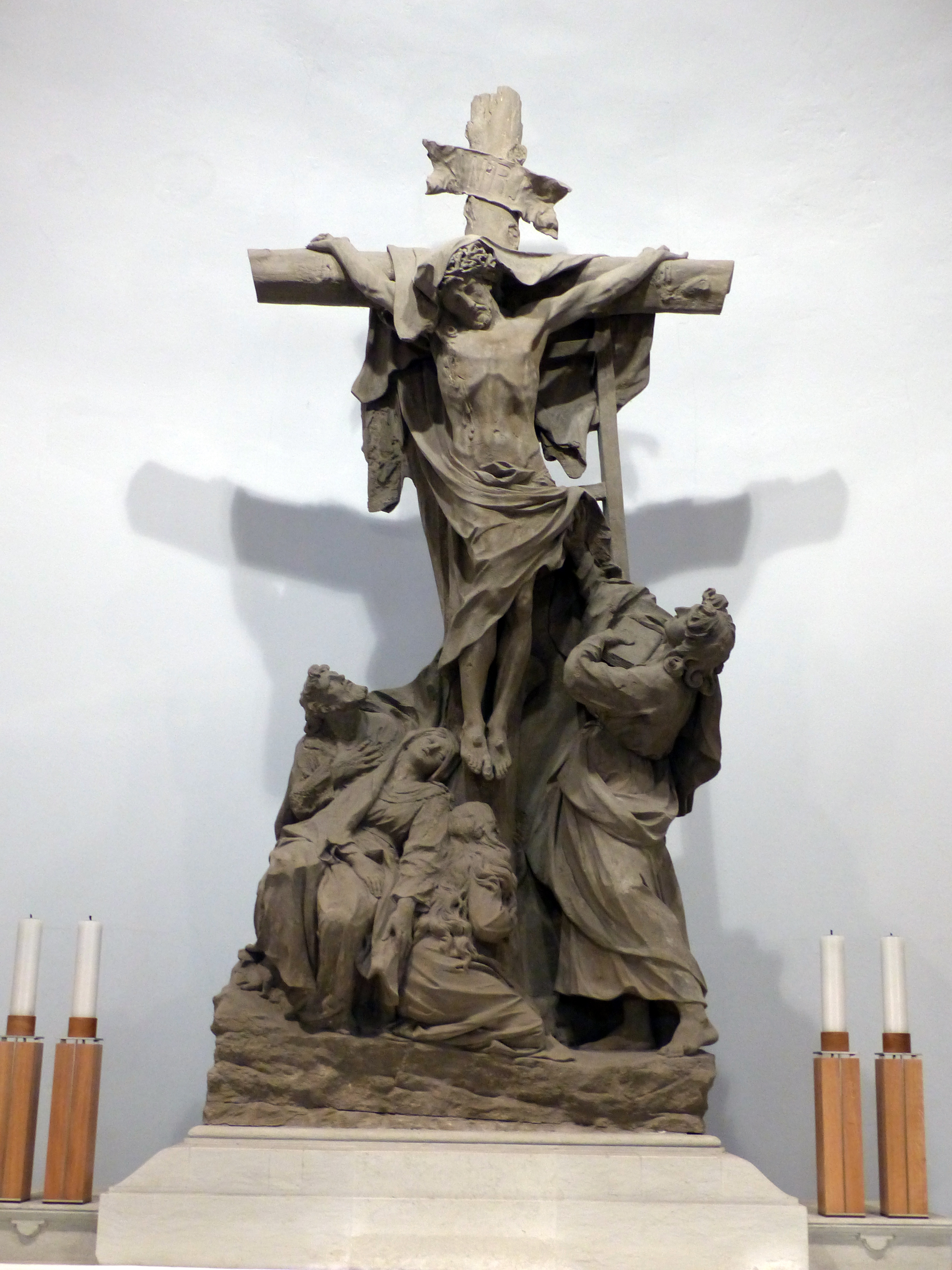
Sousoší Ukřižování od Balthasara Permosera v interiéru hřbitovní kaple

Katolické hřbitovy byly, stejně jako židovské hřbitovy, v přísně luteránských Drážďanech v 17. století zakázány. Když August II. Silný v souvislosti se svým záměrem získat polskou korunou v roce 1697 konvertoval ke katolické víře, vzrostl v následujících letech příliv katolických umělců, učenců a úředníků v hlavním městě Saska. Stejně tak politicky motivovaný byl sňatek kurfiřta Bedřicha Augusta II. s rakouskou arcivévodkyní Marií Josefínou v roce 1719. Díky spojení s Rakouskem saský kurfiřt mimo jiné doufal, že získá spojence, aby zvítězil nad stále silnějším Pruskem. Marie Josefína byla vychována v přísném katolictví a součástí manželské smlouvy byl rovněž „přislib, že všechno mužské a ženské služebnictvo bude pohřbeno na vlastním hřbitově...“. Dříve byli katolíci pohřbíváni buď v klášteře Marienstern v Horní Lužici, nebo v Čechách. Pokud to z finančních důvodů nebylo možné, mohli být i proti své víře pohřbeni na protestantských hřbitovech.
Dne 2. října 1720 vydal August II. Silný nařízení vytvořit první katolický hřbitov v Drážďanech. Kvůli tomu, aby se vyhnul konfliktům s protestantským obyvatelstvem, vybral raději místo mimo rezidenční město v tehdejší obci Ostra. Předměstí Drážďan byla založena teprve v roce 1670 a jednalo se tak o řídce osídlené oblasti podléhající kurfiřtům. Katolíci mohli být na novém hřbitově pohřbeni pouze za určitých podmínek: buď museli náležet ke dvoru Marie Josefíny, nebo patřili mezi její poddané. Úmrtí musela být nahlášena městské radě, která o pohřbu rozhodovala. Pohřby se musely konat v tichosti. Současně zakázal August II. Silný provádět na hřbitově jakékoli změny nebo stavební úpravy, např. stavbu kaple. Hrobky byly zakázány, což zároveň znamenalo určitou degradaci tohoto hřbitova. Hřbitov byl podřízen přímo Augustovi II., který i přes své katolictví nadále zůstal hlavním představeným protestantské zemské církve.
Teprve v roce 1723 vydal August II. dvě dobrozdání, v nichž stanovil, že při pohřbech na tomto hřbitově nemusí být na rozdíl od pohřbívání na ostatních saských hřbitovech protestantským duchovním odváděny žádné poplatky. Dokonce i katolíkům, kteří patřili ke dvoru krále a kurfiřta, bylo nyní dovoleno, aby byli na hřbitově pohřbeni, ale musel zaplatit určitý poplatek. „Vybraní“ katolíci byli prověřováni prostřednictvím certifikovaného seznamu, v němž byli uvedeni všichni katolíci u saského dvora a jenž musel být každoročně předkládán tajnému protestantskému konziliu.
První pohřeb se konal 16. února 1724, kdy byl uložen do hrobu italský herec Johann Carl Philipp Molteno. Ve stejném roce následovalo 27 dalších pohřbů. Od kurfiřta Fridricha Augusta II. obdrželi 9. září 1938 všichni katolíci povolení k pohřbu na katolickém hřbitově. Kromě obyvatel Drážďan bylo povoleno najít zde své místo odpočinku také katolíkům z Neustadtu, Lipska a dalších sousedních měst. Následně přestal nepříliš rozsáhlý Starý katolický hřbitov dostačovat, a proto byl v letech 1740 a 1742 rozšířen. Nařízení Augusta II. Silného, aby hřbitov zůstal po všechen čas nezměněn, bylo brzy zrušeno dalšími královskými nařízeními z roku 1738. V roce 1842 dosáhl biskup Franz Laurenz třetího rozšíření hřbitova do jeho současného rozsahu. Na novém, užším pozemku byla ve stejném roce zřízena kaple sv. Michala, která byla vysvěcena 7. září 1842. V roce 1914 byla rozšířena o přístavbu, v níž byla umístěna socha výjevu Ukřižování od Balthasara Permosera a portál s reliéfem Krista nesoucího kříž od Matthiase Corra. Vedle vchodu jsou dva pamětní kříže pro členy královské rodiny Wettinů.

## Hrobky

### Osobnosti, které zde našly místo posledního odpočinku
Z původních 120 hrobů polských katolíků se jich na hřbitově dochovalo 37. Jedná se o hroby Poláků, kteří na jedné straně patřili k saskému dvoru za Augusta II. Silného, na straně druhé těch, co po neúspěchu listopadového povstání v roce 1830 přišli do Drážďan jako emigranti.

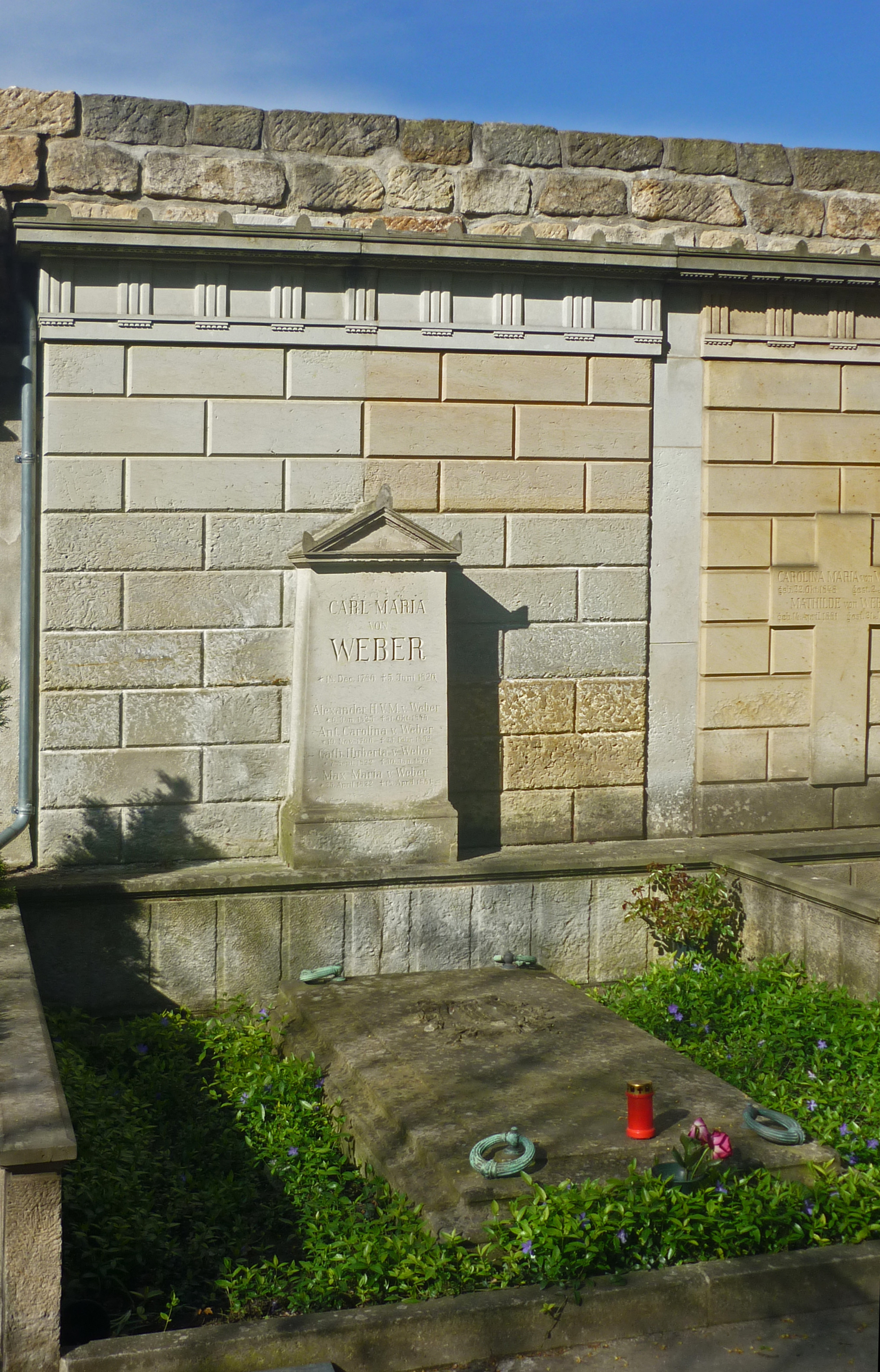
Hrob Carla Marii von Webera

### Hroby
- Albrecht Joseph von Sachsen (1934–2012), historik
- Andritzki Alois (1914–1943), kaplan, urna v roce 2011 přeměněna na katolickou soudu
- Franz Bernert (1811–1890), biskup a apoštolský vikář v saských panstvích
- Theodor Blumer (1881–1964), hudební skladatel a dirigent
- Rudolf Bockelmann (1892–1958), operní pěvec
- Bartolomeo Bosco (1793–1863), kouzelník
- Kazimierz Brodziński (1791–1835), básník
- Giovanni Battista Casanova (1730–1795), sochař
- Irene Chavanne (1868–1938), zpěvák
- Josef Dittrich (1794–1853), biskup a apoštolský vikář v saských panstvích
- Ermenegildo Antonio Donadini (1847–1936), malíř
- Ermenegildo Carlo Donadini (1876–1955), malíř a restaurátor
- Anton Dreyssig (1774–1815), hudebník
- Ludwig Forwerk (1816–1875), biskup a apoštolský vikář v saských panstvích
- Johann Christian Götze (1692–1749), knihovník
- Joseph Herrmann (1800–1869), sochař
- Johann Centurius z Hoffmannsegg (1766–1849), botanik
- Ernst Hottenroth (1872–1908), sochař
- Johann Georg Chevalier de Saxe (1704–1774), nemanželský syn Augusta II. Silného
- Auguste Charlotte Kielmannsegge (1777–1863), špionka
- Hadwig Klemperer (1926–2010), filolog a editor
- Mary Krebs-Brenning (1851–1900), pianista
- Edmund Kretschmer (1830–1908), skladatel
- Gerhard von Kügelgen (1772–1820), malíř
- Franziska Martloff (1788–1865), zpěvačka a herečka
- Marvelli jr. (1932–2008), kouzelník
- Franz Laurenz Mauermann (1780–1845), biskup a apoštolský vikář v saských panstvích
- Karl Borromäus von Miltitz (1780–1845), básník a skladatel
- Georg O'Byrn (1864–1942), generálmajor
- Theobald von Oer (1807–1885), malíř
- Gustaw Olizar (1798–1865), básník
- Ferdinand Pauwels (1830–1904), malíř
- Balthasar Permoser (1651–1732), sochař
- František Pettrich (1770–1844), sochař
- Friedrich von Schlegel (1772–1829), filozof a básník
- Johann Alois Schneider (1752–1818), katolický biskup
- Aloys Scholze (1893–1942), pastor, urna v roce 2011 přemístěna do Katolického hřbitovního kostela
- Franz Anton Schubert (1768–1827), hudební skladatel
- Franz Seydelmann (1748–1806), hudební skladatel
- Karl Sontag (1828–1900), herec
- Kurt Striegler (1886–1958), skladatel
- Josef Tichatschek (1807–1886), operní pěvec
- Carl Maria von Weber (1786–1826), hudební skladatel
- Max Maria von Weber (1822–1881), železniční inženýr
- Bernhard Wensch (1908–1942), pastor mládeže, urna v roce 2011 přemístěna do Katolického hřbitovního kostela
- Elżbieta Zimmermann (1943–2007), podporovatelka německo-polské smíření
- Josef Franz Zenker (1785–1852) česko-německý bankéř a filantrop působící v Rusku

### Nezachované hroby a pamětní kameny
Vzhledem k tomu, že hřbitov byl zrušen, byly mnohé kameny zničeny nebo ztraceny. Některé z náhrobních kamenů byly obnoveny, jiné nahrazeny pamětními kameny. Patří mezi ně pamětní kámen pro sochaře Lorenza Mattielliho, sochaře Christiana Hempela z roku 2001. Svým konvexním závěrem tvoří protějšek k pamětnímu kameni pro skladatele Jana Dismase Zelenku, který vytvořil v roce 1996 Christian Sieg a jehož závěrečná část je tvořena konkávním kvadrantem. Náhrobní kameny hudebníka Silvia Leopolda Weisse a Francesca Marii Cattanea se ztratily a byly nahrazeny pamětní stélou. Překladatelku Dorotheu Tieck, dceru spisovatele Ludwiga Tiecka, připomíná pamětní deska.

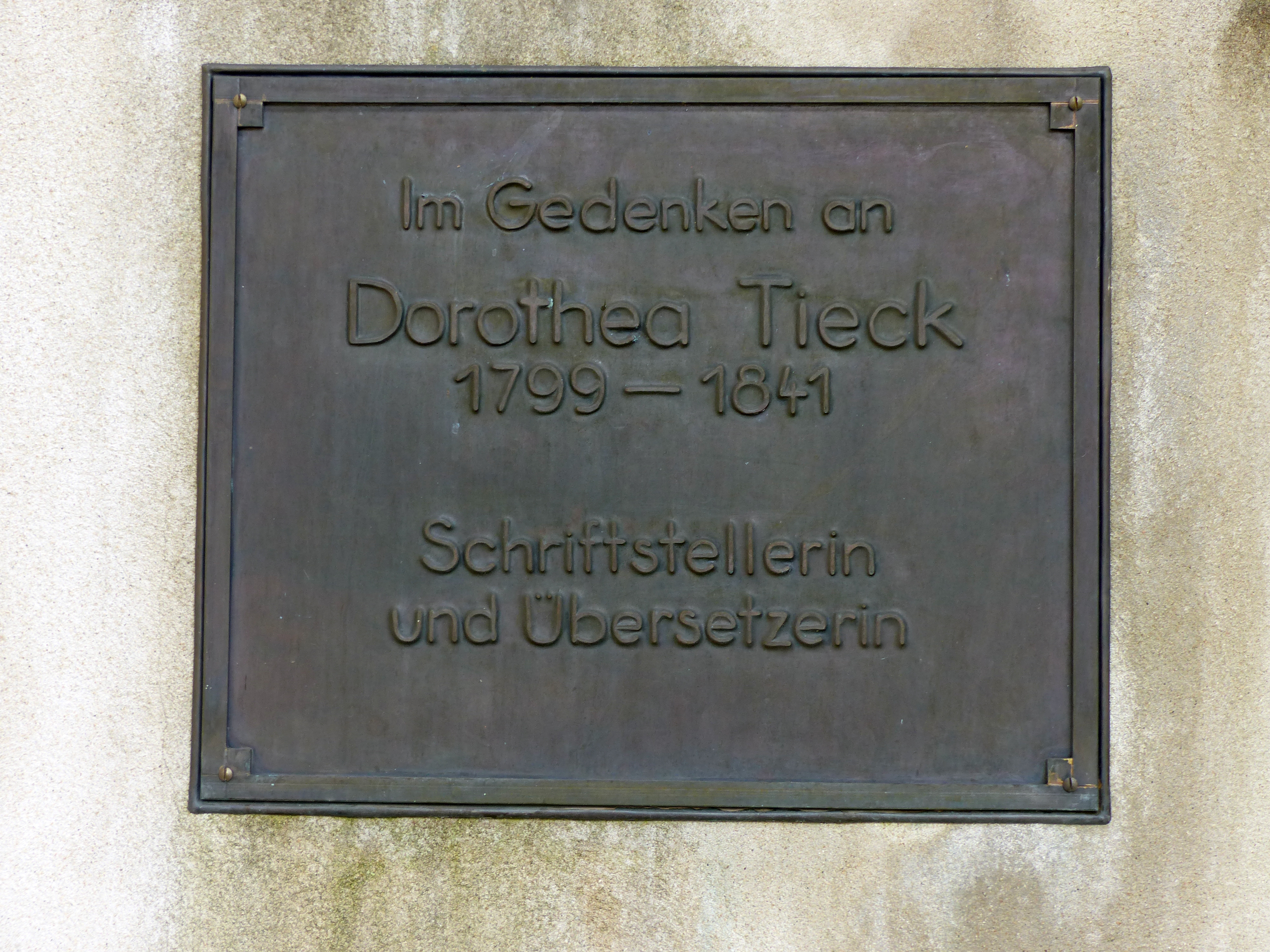
Pamětní deska věnovaná památce Dorothee Tieck

V hrobech, které se nedochovaly, ale nebyly nahrazeny pamětním kamenem, byli mimo jiné pohřbeni:
- Luigi Bassi (1766–1825), zpěvák
- Anton Bernhard Fürstenau (1792–1852) a jeho syn Moritz Fürstenau (1824–1889), flétnista
- Zacharias Longuelune (1669–1748), barokní architekt
- Johann Aloys Miksch (1765–1845), zpěvák
- Joseph Schuster (1748–1812), hudební skladatel
- Selmar Werner (1864–1953), sochař
- Thaddäus Ignatius Wiskotschill (1754–1795), sochař

Na starém katolickém hřbitově jsou také pamětní kříže členů Wettinského královského domu. Před kaplí jsou pamětní kříže pro Jana I. Saského a jeho manželku Amalii Auguste Bavorskou (tmavší kříž nalevo) a také pro jeho sestru, autorku veseloher Amalii Saskou, který byl zamýšlen jako bílý kříž vpravo vedle vstupu do kaple. Další pamětní kříže na hřbitově připomínají Marii Kunigunde Saskou a Jana Jiřího Saského, bratra posledního saského krále Fridricha Augusta III. Většina hrobů členů královského domu Wettinů od roku 1700 se dnes nachází v kryptě Katedrály Nejsvětější Trojice.